# Asparetto
Asparetto è una frazione del comune di Cerea situata a 35 km da Verona nella cosiddetta “Bassa Veronese”, lungo la strada statale che porta da Verona verso Rovigo. Asparetto è costruito in una zona bassa (19 metri sul livello del mare) e vicino al corso del fiume Menago. Il paese conta all'incirca 2 030 abitanti e, dal punto di vista economico è caratterizzata dalla lavorazione del mobile d'arte e dall'agricoltura.

## La storia
Il nome Asparetto deriva dal latino “ASPER”, parola che significa “aspro, ruvido, inospitale”. Il nome indica le caratteristiche del paese, in quanto era una vasta palude formata dalle acque del fiume Menago ed altri corsi d'acqua.
Storicamente Asparetto trova le sue origini in epoca paleolitica, probabilmente favorito dalla presenza di acqua, che serviva come difesa e contemporaneamente come luogo adatto alla pesca. La conferma di questa civiltà deriva da studi geologici e da scoperte archeologiche condotte durante l'epoca fascista, quando, a seguito delle bonifiche finalizzate all'estrazione di torba condotte dal regime fascista, portarono alla luce alcune palafitte, oltre ad utensili. Nel corso della storia le abitazioni continuarono ad essere costruite nei punti più elevati del paese, corrispondenti alle zone oggi chiamate Piazza, Ronchiel, Campagnol, Cadabese e Isolella.
I primi documenti che attestano l'esistenza di Asparetto risalgono al 1225. Asparetto durante il 1400 circa era dotata di un castello feudo dei Dal Verme assieme a Sanguinetto, oggi non più visibile a seguito di un incendio dopo uno scontro avvenuto a Castagnaro nel 1438 tra Francesco Sforza, comandante delle truppe venete e Nicolò Piccinino, generale dei Milanesi. A seguito di questo scontro venne assalito il castello di Asparetto. Fino al 1532 Asparetto dipese dalla pieve di Concamarise per poi divenire parrocchia con il titolo “San Nicolò”.

## La chiesa
Inizialmente la chiesa era una modesta cappella con annesso il cimitero. Il campanile esisteva già da molto tempo prima, in quanto era una comune torre che prese successivamente la funzione di campanile. Secondo documenti storici la torre risale all'epoca romanica. Nel 1530 venne eseguita la Pala del patrono del paese "S. Nicolò", che oggi si trova dietro l'altare maggiore. Nel primo decennio del Seicento la chiesa venne trasformata radicalmente comportante modifiche strutturali.
Dopo la peste del 1630 si hanno pochi dati su Asparetto. Per trovare nuove informazioni si deve aspettare all'incirca un secolo a seguito dell'arrivo di don Lorenzo Carrara, il quale rimase fino al 1770. Con il nuovo parroco vennero apportati numerosi cambiamenti, sia all'interno che all'esterno della Chiesa; vennero infatti costruiti la sacrestia, la canonica, il teatro. Nel 1847 venne tolto il cimitero davanti alla chiesa e spostato in via Ferramosche.
Nel corso degli anni, fino al 1904 la chiesa subì notevoli cambiamenti. Nello stesso anno venne inaugurato il nuovo organo del Farinati e il soffitto della chiesa venne ornato di pitture raffiguranti il santo patrono e i quattro evangelisti. Nel 1920 venne eretto l'altare di San Giuseppe e nel 1950 il nuovo altare alla Madonna.

## Il campanile
I lavori di restauro interessarono anche il campanile, in particolare sulla cuspide. Dal 1957 sul campanile svettò un'innovativa punta ottagonale di vetro che, pericolante, fu sostituita dall'attuale cuspide negli anni ottanta.

## Simbolo del paese
Il simbolo della frazione è un gigantesco olmo che troneggiava al centro della piazza, che andò bruciato nel 1925.
L'amministrazione comunale, con ancora vivo il ricordo di questo enorme albero da parte dei cittadini della frazione, ha sistemato l'arredo urbano della frazione e la piantumazione di un nuovo olmo al centro della piazza.